# 652 Jubilatrix
Jubilatrix (asteróide 652) é um asteróide da cintura principal com um diâmetro de 16,87 quilómetros, a 2,2297447 UA. Possui uma excentricidade de 0,1270269 e um período orbital de 1 491 dias (4,08 anos).
Jubilatrix tem uma velocidade orbital média de 18,63655351 km/s e uma inclinação de 15,76519º.
Esse asteróide foi descoberto em 4 de Novembro de 1907 por Johann Palisa.